# Andreu Manresa Montserrat
Andreu Manresa i Montserrat (Felanitx, Mallorca, 1955) és un periodista i escriptor mallorquí.
Des de l'any 1990 fins al 2015 fou el corresponsal del diari El País a les Illes Balears. Llicenciat en Ciències de la Informació, fou fundador i ha estat secretari general del Sindicat de Periodistes de les Illes Balears. Ha fet feina al Diario de Mallorca, al Diari de Balears i a la Radio Nacional de España, emissora de la qual fou el director a Balears i a Catalunya. Fou, durant quatre anys, cap de premsa del Consell General Interinsular i mig any del Govern de les illes Balears. Ha publicat, entre d'altres, les següents obres: Joan Estelrich, obres essencials (1987); El Rey y Mallorca (1987), Felanitx, felanitxers (1994), Baleares S.A. (1996), Felanitxeràlia (1998), Paratges i personatges de "Balears S.A." (2005), Invitació a la felicitat (2008), El Menjar i les Illes (2020).
Andreu Manresa fou elegit nou director general de l'Ens Públic de Radiotelevisió de les Illes Balears el 2015, després del procés de modificació de la Llei d'IB3. Va presentar la seva dimissió el setembre de 2023.